# San Lorenzo de Carboeiro-kolostor
A San Lorenzo de Carboeiro-kolostor egy vallási használaton kívüli bencés kolostor a spanyolországi Galiciában, Pontevedra tartomány Silleda községében. A középkori galiciai építészet egyik legszebb példájaként emlegetett épület ma turisták számára belépődíj ellenében látogatható.

## Története
Deza grófjai, Tareixa Eiriz és Gonzalo Betótez 936 körül alapították meg Carboeiro falut, néhány évvel később pedig Ero lugói püspök és Rosendo de Celanova apát jelenlétében már fel is szentelték templomát és kolostorát. A királyi védelem alatt álló kolostor ezután adományokból gyarapította vagyonát.
A galiciai feudális társadalom a 11. és 13. századok között élte virágkorát; pont ebben az időszakban, a 11. században érte el Galiciát a Clunyból indult bencés reform, amelynek határása az carboeirói kolostor politikai és gazdasági szerepe is jelentősen növekedni kezdett. Az egyre nagyobb vagyonnal rendelkező kolostor Galicia-szerte folytatta a birtokok vásárlását, 1171-ben pedig Fernando apát vezetésével hozzáláttak egy új, romanikus stílusú épületegyüttes felépítéséhez.
Hanyatlása a 14. században indult meg: az adományok mennyisége csökkenni kezdett, a birtokokat támadások és fosztogatások érték (főként a nemesek részéről), ez ellen pedig a királyi védelem sem ért sokat. 1499-ben, a vallási központok II. Ferdinánd aragóniai király és I. Izabella kasztíliai királynő általi újjászervezése során a kolostor elvesztette autonómiáját, és a San Martín Pinario-kolostor függésébe került, priorátussá vált. A következő évszázadokról kevés dokumentum áll rendelkezésre a kolostorral kapcsolatban.
Az 1830-as években, a kolostorbezárások idején a San Lorenzo de Carboeiro-kolostor is elhagyatottá vált. A templom kikerült a lugói püspökség tulajdonából, számos földbirtokot pedig nyilvános árverésre bocsátottak. A 20. század elejére az épületegyüttes már romokban állt, néhányan azonban szerették volna megmenteni a középkori emlékeket. Álvaro Cunqueiro is többször felemelte szavát az érték védelmében, Antonio López Ferreiro történész–író pedig 1905-ben megírta O niño das pombas című történelmi regényét, ami itt játszódik. Mindezek ellenére csak 1931-ben nyilvánították műemlékké és csak az 1970-es években kezdődtek meg az állagmegőrzési munkák, és csak 1989-ben vásárolta meg a község az épületegyüttest. A teljes felújításra 1990 és 2009 között került sor.

## Az épület
A kolostor Silleda község Santa María de Carboeiro nevű parókiájában található, a Deza folyó éles kanyarulatában.
A mai, 12. században épült épület díszítésében a Santiago de Compostela-i Szent Jakab-székesegyház díszítésének hatása figyelhető meg: például a bélletes főkapunál az ottani Pórtico de la Gloriához hasonlóan A jelenések könyve vénjei jelennek meg. Az együtteshez tartozó templom latin kereszt alaprajzú, három hosszanti és egy kereszthajós, ennek megfelelően három apszissal záródik.

## Képek

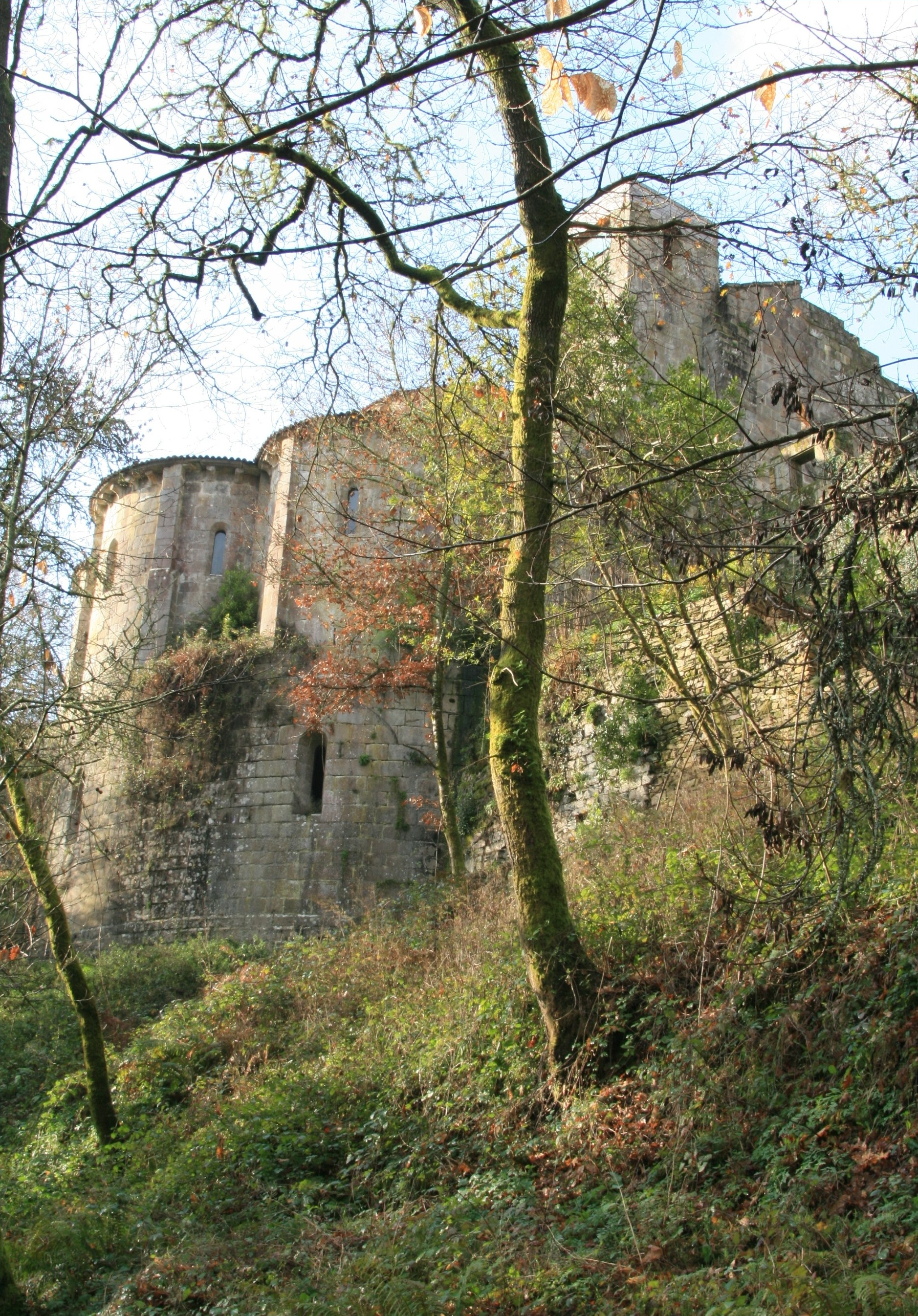
Az épület a Deza folyó felől
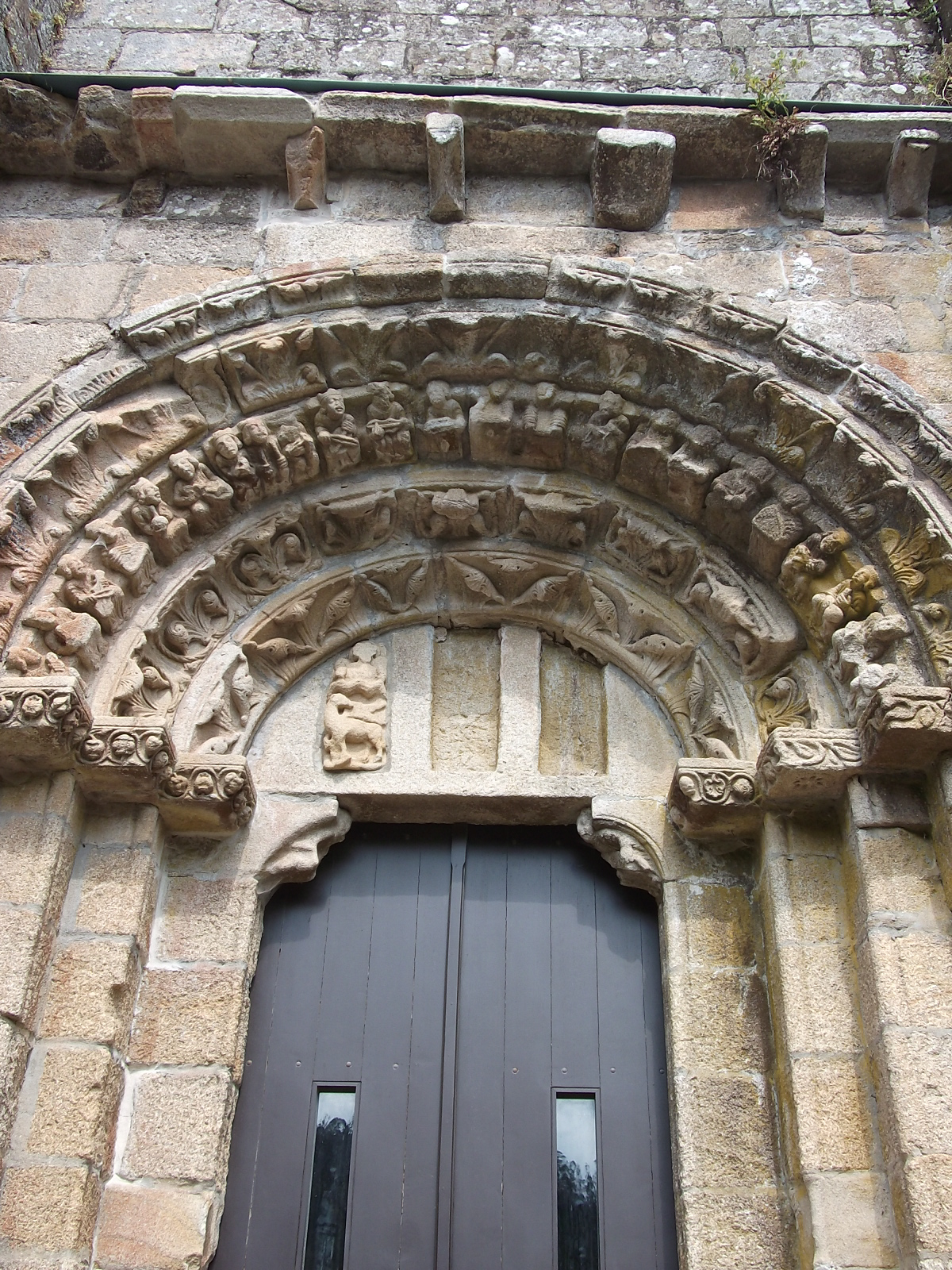
A főhajó kapuja
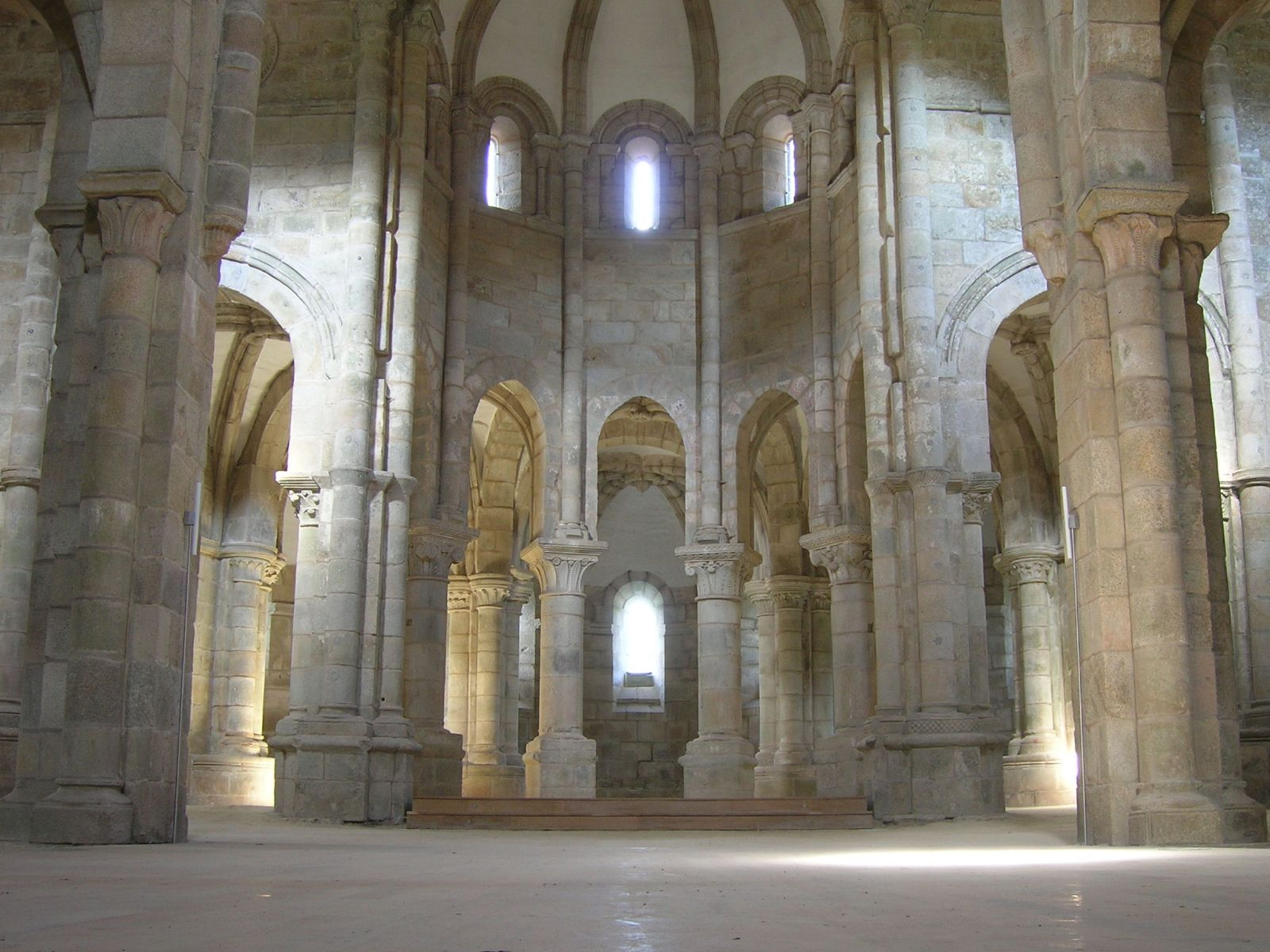
A templom belső tere
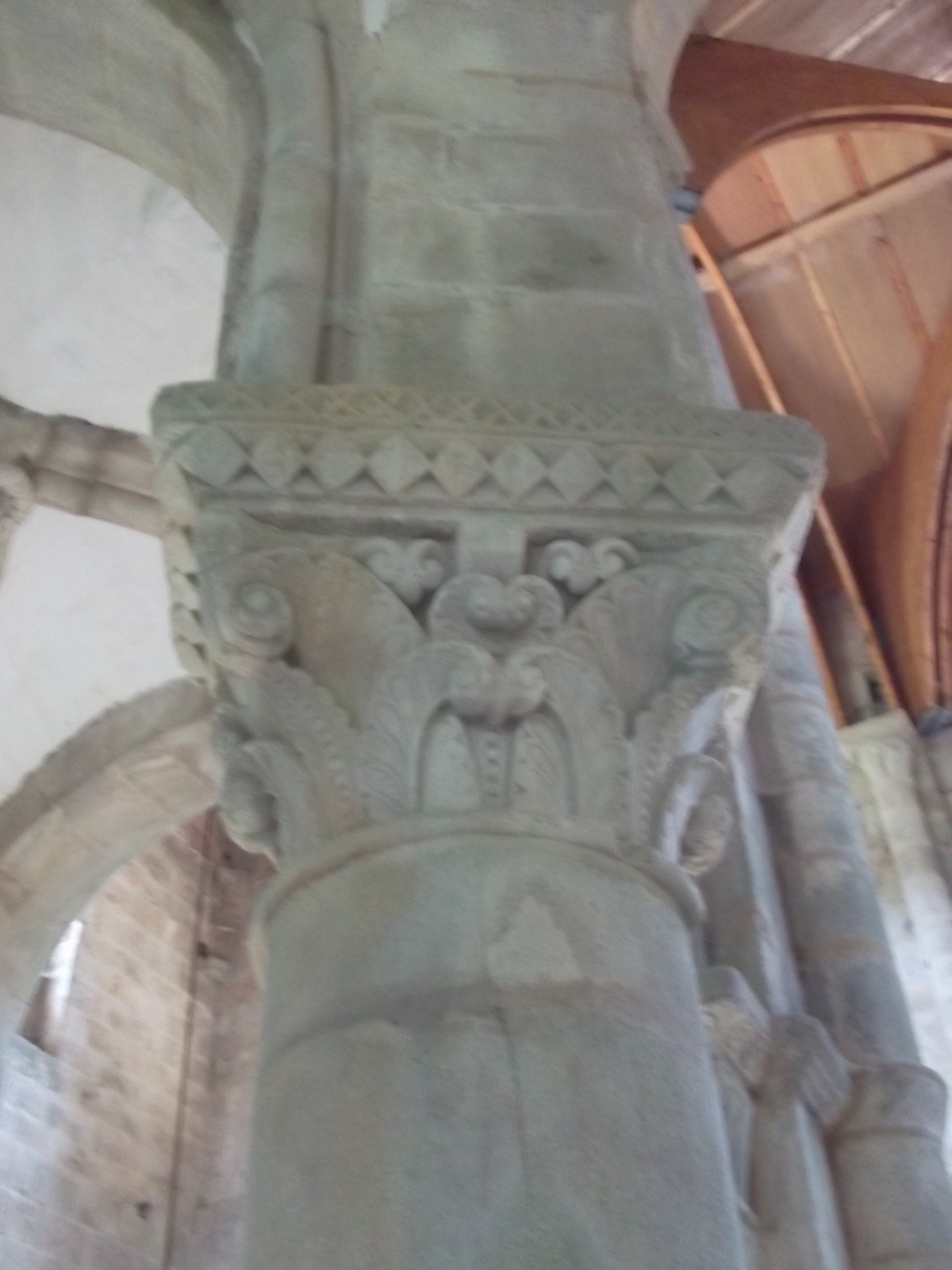
Növényi díszítésű oszlopfő